# Sancha Kastylijska
Sancha Kastylijska (ur. 1155, zm. 1208) – księżniczka hiszpańska, jedyna córka króla Kastylii – Alfonsa VII Imperatora z małżeństwa z księżniczką śląską – Ryksą. Królowa Aragonii jako żona Alfonsa II Aragońskiego.
Jej dziadkami ze strony ojca byli: królowa Kastylii, Urraka Kastylijska i Rajmund burgundzki, a ze strony matki: książę zwierzchni polski, Władysław II Wygnaniec i Agnieszka Babenberg, córka Leopolda III Świętego.

## Małżeństwo i potomstwo
Sancha została żoną Alfonsa II Aragońskiego w 1174 roku. Z tego związku pochodziły dzieci:
- Piotr II Katolicki, król Aragonii 1196–1213
- Alfons, hrabia Prowansji 1196–1209
- Konstancja, żona króla Węgier Emeryka, następnie żona cesarza Fryderyka II Hohenstaufa
- Eleonora, żona hrabiego Tuluzy Rajmunda VI
- Sancha, żona hrabiego Tuluzy Rajmunda VII